# Revijski orkester RTV Slovenija
Revijski orkester RTV Slovenija je orkester, ki ga sestavljajo glasbeniki Simfoničnega orkestra RTV Slovenija in Big Banda RTV Slovenija. Ta glasbeno-instrumentalna zasedba nastane glede na potrebe koncertnih prireditev, ki vključujejo glasbo za tovrstni nabor instrumentov. Glasbeniki se v ansambel združijo nekajkrat letno za potrebe izvajanja lahke glasbe ali popevk. Glasbila, kot so tolkalska baterija, saksofoni, itd. se združijo z nekaterimi glasbili simfoničnega orkestra v ansambel, ki stilno izvaja zabavno glasbo.
Med najvidnejše delo Revijskega orkestra RTV Slovenija (do leta 1991 Revijskega orkestra RTV Ljubljana) sodi sodelovanje na festivalih Slovenske popevke. Orkester je krstno izvedel vse zimzelene melodije in popevke, ki so pomembne za slovenski kulturni prostor, med drugimi pesmi Zvezde padajo v noč (Vilko in Slavko Avsenik), Zemlja pleše, Malokdaj se srečava, Poletna noč, Vzameš me v roke, Med iskrenimi ljudmi, Ko gre tvoja pot odtod, Pismo za Mary Brown (Mojmir Sepe), Orion, Življenje je vrtiljak, Pegasto dekle, Presenečenja, Na vrhu nebotičnika, Ptica vrh Triglava, Ljubljančanke (Jure Robežnik), V Ljubljano, Ura brez kazalcev, Včeraj-danes-jutri (Ati Soss), Mati bodiva prijatelja, Zato sem noro te ljubila (Jože Privšek), itd.